# 第204戦術航空旅団 (ウクライナ空軍)
第204セバストポリ戦術航空旅団 (ウクライナ語: 204-та Севастопольська бригада тактичної авіації) は、ウクライナ空軍西部航空管区隷下の航空部隊。

## 歴史
1992年1月、前身である第62戦闘航空連隊の隊員はウクライナ国民への忠誠を誓った。
1990年代にSu-15TMはSu-27に置き換えられた。
1996年12月10日、名誉称号「セバストポリ」を授与された。
1996年、解散した第100独立艦載戦闘航空連隊の所属だったMiG-29は第62戦闘航空連隊に移管された。 1998年、それらの機材はサーキ飛行場からベルベック基地まで運ばれた。
2000年10月30日、第62セバストポリ航空連隊は第9セバストポリ戦術航空旅団に再編された。
2006年6月23日、旅団は第204セバストポリ戦術航空旅団に再編された。
2012年のUEFA EURO 2012では、旅団はウクライナの空域を守る任務に就いた。12人の隊員が南部航空管区でUEFA EURO 2012期間中の任務に備えて待機した。
2012年5月28日、指揮幕僚演習が開催され、その演習の中で軍を作戦展開する場合の連携の可能性が検討された。さらに、割り当てられた任務を実行するための部隊と手段の準備のレベルがチェックされた。パイロットはMiG-29およびL-39航空機で訓練飛行を実施した。

### ロシアのクリミア侵攻
2014年初めの時点で、第204戦術航空旅団の航空機の戦闘即応性は非常に低く、戦闘任務を遂行できる航空機は5機しかなかった。公式には、約45機から52機のMiG-29およびMiG-29 UB戦闘機が就役し、オデッサ航空機工場で近代化された4機のL-39M1練習機も配備されていた。しかし、12機のMiG-29とMiG-29UBが飛行状態にあり 、そのうち戦闘使用が可能なのはMiG-29が3機、MiG-29UBが1機、L-39M1が1機だけだった。
2014年2月、ロシアはクリミア占領を開始した。 2月27日の夜、16台の「ウラル」と約500人の武装兵士を乗せた6台の装甲兵員輸送車が、ベルベック空軍基地に現れ、2月28日午前3時に飛行場を占領した。ロシア兵は旅団隊員の航空機スタンドへの立ち入りを阻止し、まだ使用可能な4機の戦闘機をすべて無力化させた。飛行機は車輪を撃ち落とされ、吸気口には瓦礫が降り積もった。 26日まで、旅団長ユーリー・マムチュル大佐が拘留された。
2014年4月、旅団はムィコラーイウ近郊のクルバキノ飛行場への再配備と航空機器、財産の撤去を開始した。旅団の隊員の約半数がウクライナへの宣誓を裏切ってロシア空軍に入隊した。隊員の38％にあたる240人以上の軍人、パイロット21人中11人は宣誓を裏切らなかった。
4月7日、ウクライナ空軍中部航空管区副司令官オレクサンドル・ロズマズニン少将は、戦闘機は解体されて陸送で搬出されるだろうと述べた。
2014年4月10日から、ロシア側との合意に基づき、ウクライナ空軍の代表は航空機器と財産をクリミアから撤去する作戦を開始した。旅団はムイコラーイウに再配置された。43機のMiG-29とMiG-29UB、および1機のL-39M1がクリミア共和国領土から搬出された。同時に、ロシア軍は最も良好な状態にあったMiG-29航空機9機とL-39ユニット3機を占領下のクリミアに残し、帰還した航空機はすべて退役し、それぞれ最大11の技術ユニットを欠いていた。航空シミュレーターや部隊の戦闘旗を取り出すことも可能だった。

### ウクライナ東部での紛争
2014年4月、ウクライナ東部での紛争勃発を受けて、ロシア連邦セルゲイ・ショイグ国防大臣の決定により、ウクライナ軍装備品の移送が停止された。そのため、近代化されていたウクライナ製MiG-29が7機、MiG-29UBが2機、L-39M1が3機取り残された。
2017年11月15日、ウクライナ閣僚内閣は、国防省の提案を受けて、旅団のムィコラーイウからルーツィクへの再配置に関する決定を下した。再配置は州の北西方向の防空力を強化するために行われた。
2018年7月31日、旅団の最初のルーツィク到着航空機であるL-39訓練機がクルバキノ飛行場からルーツィク飛行場に到着した。長年の伝統により、着陸前に機体は主要誘導路と飛行場の中央ガソリンスタンドの上空を歓迎通過を行い、最後にバレルロールのパフォーマンスを披露した。

### 2022年ロシアによるウクライナ侵攻
2022年10月、旅団のパイロットがロシアのドローンシャヘド1363機を撃墜し、さらに3機が第302高射ミサイル連隊によって撃墜されたと報告された。
2022年10月12日、ヴィーンヌィツャで旅団のパイロット、ヴァディム・ヴォロシロフが離脱を余儀なくされた。ヴォロシロフはその日、自爆攻撃機5機を撃墜し、前日にはロシアの巡航ミサイル2機を撃墜した。

## 名誉称号
1996年12月10日、連隊創設55周年に関連して、ウクライナ空軍第5航空軍団の第62戦闘航空連隊に名誉称号「セバストポリ」が授与された。
2013年9月26日、当時のウクライナ大統領ヴィクトル・ヤヌコーヴィチは、第204セバストポリ戦術航空旅団に名誉称号「アレクサンドル・ポクルィシュキン」を授与した。
2023年8月4日、ウクライナ大統領ヴォロディミル・ゼレンスキーにより、先述の名誉称号「アレクサンドル・ポクルィシュキン」授与の法令は無効と宣言された。
2023年8月5日、旅団は勇気と勇敢さに対する栄誉賞を授与された。